# Usechus
Usechus is een geslacht van kevers uit de familie somberkevers (Zopheridae).

## Soorten
Deze lijst is mogelijk niet compleet.
| - U. chujoi - U. lacerta - U. nucleatus - U. sasajii |